# Hatten (Francia)
Hatten è un comune francese di 1 995 abitanti situato nel dipartimento del Basso Reno, nella regione del Grand Est.

## Società

### Evoluzione demografica
Abitanti censiti